# Giuseppe Fallarini
Giuseppe Fallarini (Vaprio d'Agogna, 4 mei 1934 – aldaar, 15 mei 2023) was een Italiaans wielrenner. Hij was beroepsrenner tussen 1956 en 1964.
Fallarini overleed op 89-jarige leeftijd.

## Belangrijkste overwinningen
1955
- Wegrit Middellandse Zeespelen

1956
- 1e etappe Ronde van Europa
- 2e etappe Ronde van Europa

1959
- GP Industria & Commercio di Prato

1960
- Ronde van Lazio
- Coppa Bernocchi
- GP Ceramisti

1962
- GP Ceramisti

## Resultaten in voornaamste wedstrijden
| Jaar | Ronde van Italië | Ronde van Frankrijk | Ronde van Spanje |
| ---- | ---------------- | ------------------- | ---------------- |
| 1956 | opgave           |                     |                  |
| 1957 | 14e              |                     |                  |
| 1958 | 19e              | opgave              |                  |
| 1959 | 33e              | buiten tijd         |                  |
| 1960 | 36e              |                     |                  |
| 1961 | 38e              |                     |                  |
| 1962 | 17e              |                     |                  |
| 1963 | 43e              |                     |                  |

| Jaar | Milaan-San Remo | Parijs-Roubaix | Ronde van Lombardije |
| ---- | --------------- | -------------- | -------------------- |
| 1956 |                 |                |                      |
| 1957 | 68e             |                |                      |
| 1958 | 10e             |                | 27e                  |
| 1959 | 35e             | 62e            | 21e                  |
| 1960 | 61e             |                | 26e                  |
| 1961 | 98e             |                | 21e                  |
| 1962 | 19e             |                |                      |
| 1963 | 50e             |                |                      |